# مذاکره‌کننده (فیلم)
مذاکره کننده (به انگلیسی: The Negotiator) یک فیلم اکشن، جنایی و درام آمریکایی محصول سال ۱۹۹۸ به کارگردانی اف. گری گری است. در این فیلم بازیگرانی همچون ساموئل ال. جکسون، کوین اسپیسی، دیوید مورس، ران ریفکین، جان اسپنسر، جی تی والش، شیوون فالون هوگان، پل جیاماتی، رجینا تیلور، مایکل کادلیتز، کارلوس گومز، تیم کلهر، دین نوریس، رابرت دیوید هال ایفای نقش کرده‌اند.
در این فیلم ساموئل ال. جکسون و کوین اسپیسی در نقش دو مذاکره کننده متخصص گروگان و ستوان پلیس شیکاگو بازی می‌کنند. این فیلم در ۲۹ ژوئیه ۱۹۹۸ در ایالات متحده اکران شد و بازخوردهای کلی مثبت منتقدان را دریافت کرد و ۸۸ میلیون دلار در سرتاسر جهان فروخت.

## خلاصه داستان
دنی رُمن، پلیس ماهر و زبردستی است که تخصصش در مذاکره با بزهکاران و گروگان گیران می‌باشد. دنی برای اثبات بی گناهی‌اش، گروهی از مردم را در یک اداره دولتی گروگان می‌گیرد. او که خود به تمام فوت و فن چنین مذاکراتی واقف است از پلیس که ساختمان را محاصره کرده است می‌خواهد که کریس سایبان، یکی از افسران هم رتبه خودش که در بخش دیگری مشغول به کار است را برای مذاکره با او بیاورند.

## بازخوردها
- در راتن تومیتوز، این فیلم بر اساس ۵۷ نقد، ۷۴ درصد محبوبیت دارد و میانگین امتیاز ۶٫۷ از ۱۰ را دارد.[۲]
- در متاکریتیک، فیلم بر اساس ۲۴ منتقد، میانگین وزنی ۶۲ از ۱۰۰ را دارد که نشان‌دهنده «بررسی‌های عموماً مطلوب» است.[۳]
- تماشاگران شرکت‌کننده در نظرسنجی سینماسکور به فیلم نمره متوسط «A» در مقیاس A+ تا F دادند.[۴]